# Längtan (album av Scotts)
Längtan är ett studioalbum av det svenska dansbandet Scotts, släppt 29 juli 2009. Den 7 augusti 2009 gick albumet direkt in och högst upp i topp på den svenska albumlistan och efter ungefär två veckor hade man sålt över 20 000 exemplar, och därmed belönades man med guldskiva .
Låten Underbar gick även in på Svensktoppen, där den låg i två veckor under perioden 23 -30 augusti 2009 .

## Låtlista
| Nr   | Titel                                   | Låtskrivare                                                      | Längd |
| ---- | --------------------------------------- | ---------------------------------------------------------------- | ----- |
| 1.   | "Längtan"                               | Jonas Hamsås, Jessica Jarl, Marcus Öhrn                          | 2.55  |
| 2.   | "Hon vill ha mera"                      | Pontus Assarsson, Henrik Sethsson, Claes Linder                  | 3.41  |
| 3.   | "Sofia dansar go-go (Fut i fejemøget)"  | John Mogensen, Ewert Ljusberg                                    | 2.48  |
| 4.   | "Underbar"                              | Pontus Assarsson, Jörgen Ringqvist, Daniel Barkman               | 2.54  |
| 5.   | "Vilken natt"                           | Pontus Assarsson, Henrik Sethsson                                | 3.13  |
| 6.   | "Jag är förlorad (Making Your Mind Up)" | John Danter, Andy Hill, Camilla Andersson                        | 2.45  |
| 7.   | "Saturday Night"                        | Pontus Assarsson, Lasse Andersson                                | 3.05  |
| 8.   | "60-talsmedley"                         |                                                                  | 5.36  |
| 8. 1 | "Let's Twist Again"                     | Karl Mann, David Appell                                          |       |
| 8. 2 | "Let's Dance"                           | Jim Lee                                                          |       |
| 8. 3 | "Do You Wanna Dance?"                   | Bobby Freeman                                                    |       |
| 8. 4 | "Runaway"                               | Max Crook, Del Shannon                                           |       |
| 8. 5 | "Pretty Woman"                          | Roy Orbison, Bill Daes                                           |       |
| 8. 6 | "Burning Love"                          | Dennis Linde                                                     |       |
| 8. 7 | "Sweet Little Sheila"                   | Dieter Bohlen                                                    |       |
| 8. 8 | "Hippy Hippy Shake"                     | Chan Romero                                                      |       |
| 9.   | "Inget stoppar oss nu (i natt i natt)"  | Lasse Holm, Ingela "Pling" Forsman                               | 3.32  |
| 10.  | "Suzy's sång"                           | Stefan Brunzell, Staffan Karlsson, Ulf Georgsson                 | 3.09  |
| 11.  | "Obladi Oblada"                         | Paul McCartney, John Lennon                                      | 3.02  |
| 12.  | "En sista dans"                         | Pontus Assarsson, Henrik Sethsson, Claes Linder, Jimmy Lindberg  | 3.08  |
| 13.  | "Jag tror på oss" ("Bonusspår")         | Lars "Dille" Diedricson, Martin Hedström, Ingela "Pling" Forsman | 3.02  |

### Scotts
- Henrik Strömberg - sång, gitarr
- Claes Linder - keyboard, körsång
- Roberto Mårdstam - bas, körsång
- Per-Erik "Lillen" Tagesson - trummor

- Producerad och arrangerad av: Roberto Mårdstam, Claes Linder
- Sångproducent/Körarrangemang: Henrik Sethsson
- Blåsarrangemang: Tore Berglund
- Mixad av: Plec i Panicroom
- Tekniker av: Plec och Andreas Rickstrand
- Sax: Martin Lindqvist, Tore Berglund
- Trumpet: Kart Olandersson, Johan Lindeborg
- Foto: Karin Törnblom
- Grafisk form: R & R Reproduktion.se

## Listplaceringar
| Lista (2009) | Topplacering |
| ------------ | ------------ |
| Sverige      | 1            |